# Eupithecia influa
Eupithecia influa là một loài bướm đêm trong họ Geometridae.